# Hana Hindráková
Hana Hindráková (* 1982 Trutnov) je česká spisovatelka, žijící v Mníšku pod Brdy.

## Život
Vystudovala obchodní akademii, Mezinárodní obchod jako bakalářské studium a inženýrské studium se specializací na Cestovní ruch s vedlejší specializací Rozvojová studia na Vysoké škole ekonomické.
Po vysokoškolském studiu založila v roce 2008 vlastní neziskovou organizaci Fair, z. s., která se věnovala rozvojové spolupráci v Keni. Jako předsedkyně ji vedla 8 let, než její činnost ukončila. Keňu navštívila šestkrát a věnuje se jí stále, jak formou beletrie, tak projektem Dárky s myšlenkou.
Pořádá besedy pro školy, domovy seniorů i pro veřejnost o Keni a svých románech. Přispívá do časopisů Doteky štěstí, Čas na lásku, Tajemné příběhy a Napsáno životem.

## Dílo

### Romány
- Děti nikoho (2012, Alpress) – přeloženo do anglického jazyka (Nobody's children, 2017)
- Karibu Keňa (2013, Ikar) – kniha vyhrála soutěž Mám talent pořádanou nakladatelstvím Euromedia. 2. vydání této knihy vyšlo v roce 2018 v nakladatelství Nová Forma.
- Dobrovolnice (2014, Alpress) - 2. vydání této knihy vyšlo v roce 2020 v nakladatelství Nová Forma.
- Očarovaná (2015, Alpress)
- Lovci lebek (2016, Grada)
- Smrtící byznys (2017, Alpress) – přeloženo do anglického jazyka (Deadly Business, 2019)
- Nezlomný (2018, Alpress) – přeloženo do anglického jazyka (Unbreakable, 2019)
- Svítání nad Savanou (2020, Alpress)
- Bouře nad Savanou (2021, Alpress)
- Obchodníci s dětmi (2023, Alpress)

### Biografie
- Můj africký příběh (2021)

### Cestopisy
- V nitru skotské divočiny (2011, Nová Forma)
- Na konci světa (2011, Nová Forma)
- V zemi ptáka kiwi (2012, Nová Forma)

#### Rozhovory
- Rozhovor v pořadu Sama doma České televize, ze 16. ledna 2019
- Rozhovor pro Příbramský deník, ze 17. července 2018
- Rozhovor v televizi DVTV, z 11. ledna 2018